# KkStB 1.3
A kkStB 1.3 sorozat egy gőzmotorkocsi sorozat volt a k.k. Staatsbahnen-nál (kkStB).

## Története
A kkStB 1909-ben beszerzett a Lokalbahn Saitz–Czeicz–Göding részére a Komarek-tól és a Brünn-Königsfelder Maschinenfabrik-tól, mely a járművek felépítményét szállította  két gőzmotorkocsit és az 1.301-302 sorozatba osztotta őket. Ezek hasonlóak voltak az 1.4 sorozathoz, de nagyobb volt a teljesítményük és ikergépezettel készültek.
Az eredeti B1 tengelyelrendezés nem vált be. A nyomkarima túlzottan kopott, így a két járművet átépítették 1B1 kerékelrendezésűvé. Egyúttal megnövelték a víztartály méretét. Mindazonáltal a járművek nem feleltek meg a velük szemben támasztott követelményeknek.
Nagy problémát jelentett a rossz vízminőség Dél-Morvaországban a gőzgépek számára és a csövek rossz hozzáférhetősége, melyeket ezért csak rosszul lehetett tisztítani. Mivel a motorkocsik csak személyszállításra voltak alkalmasak, nem voltak használhatók az un. „kevert vonatok” esetében.
Az első világháborút követően mindkét jármű a ČSD-hez került ahol az M 212.001–002 pályaszámokat kapták, de már 1925-ben selejtezve lettek.

## Fordítás
- Ez a szócikk részben vagy egészben  a   kkStB 1.3 című német Wikipédia-szócikk fordításán alapul.  Az eredeti cikk szerkesztőit annak laptörténete sorolja fel. Ez a jelzés csupán a megfogalmazás eredetét és a szerzői jogokat jelzi, nem szolgál a cikkben szereplő információk forrásmegjelöléseként.

## Lásd még
- Csehszlovák vasúti járművek listája